# Gédéon Kalulu
Gédéon Kalulu Kyatengwa (Lyon, Francia, 29 de agosto de 1997) es un futbolista congoleño que juega de defensa en el Aris de Limassol de la Primera División de Chipre.

## Trayectoria
Canterano del Olympique de Lyon, firmó su primer contrato profesional con el club el 19 de abril de 2017. Tras una temporada cedido en el Football Bourg-en-Bresse Péronnas 01, fichó por el A. C. Ajaccio el 24 de julio de 2019. Debutó con el Ajaccio en la victoria por 4-1 en la Copa de la Liga de Francia contra el Valenciennes F. C. el 13 de agosto de 2019.

## Selección nacional
El 22 de septiembre de 2020 fue convocado por la selección nacional de fútbol de la República Democrática del Congo. El 13 de octubre debutó en un amistoso contra Marruecos (1-1).

## Vida personal
Nació en Francia y es de ascendencia ruandesa y congoleña. Es hermano de los futbolistas Aldo Kalulu y Pierre Kalulu.

## Estadísticas

### Clubes
Actualizado al último partido disputado el 24 de febrero de 2024.
| Club                                         | Div.          | Temporada     | Liga  | Liga  | Copas nacionales | Copas nacionales | Copas internacionales | Copas internacionales | Total | Total |
| Club                                         | Div.          | Temporada     | Part. | Goles | Part.            | Goles            | Part.                 | Goles                 | Part. | Goles |
| -------------------------------------------- | ------------- | ------------- | ----- | ----- | ---------------- | ---------------- | --------------------- | --------------------- | ----- | ----- |
| Olympique de Lyon II Francia                 | 4.ª           | 2014-15       | 7     | 1     | —                | —                | —                     | —                     | 7     | 1     |
| Olympique de Lyon II Francia                 | 4.ª           | 2015-16       | 1     | 0     | —                | —                | —                     | —                     | 1     | 0     |
| Olympique de Lyon II Francia                 | 4.ª           | 2016-17       | 21    | 0     | —                | —                | —                     | —                     | 21    | 0     |
| Olympique de Lyon II Francia                 | 4.ª           | 2017-18       | 23    | 3     | —                | —                | —                     | —                     | 23    | 3     |
| Olympique de Lyon II Francia                 | 4.ª           | 2018-19       | 1     | 0     | —                | —                | —                     | —                     | 1     | 0     |
| Olympique de Lyon II Francia                 | Total club    | Total club    | 53    | 4     | 0                | 0                | 0                     | 0                     | 53    | 4     |
| Football Bourg-en-Bresse Péronnas 01 Francia | 3.ª           | 2018-19       | 19    | 1     | 1                | 0                | —                     | —                     | 20    | 1     |
| Football Bourg-en-Bresse Péronnas 01 Francia | Total club    | Total club    | 19    | 1     | 1                | 0                | 0                     | 0                     | 20    | 1     |
| A. C. Ajaccio Francia                        | 2.ª           | 2019-20       | 19    | 1     | 1                | 0                | —                     | —                     | 20    | 1     |
| A. C. Ajaccio Francia                        | 2.ª           | 2020-21       | 34    | 0     | 2                | 0                | —                     | —                     | 36    | 0     |
| A. C. Ajaccio Francia                        | 2.ª           | 2021-22       | 32    | 0     | 1                | 0                | —                     | —                     | 33    | 0     |
| A. C. Ajaccio Francia                        | Total club    | Total club    | 85    | 1     | 4                | 0                | 0                     | 0                     | 89    | 1     |
| F. C. Lorient Francia                        | 1.ª           | 2022-23       | 29    | 0     | 1                | 0                | —                     | —                     | 30    | 0     |
| F. C. Lorient Francia                        | 1.ª           | 2023-24       | 14    | 0     | 0                | 0                | —                     | —                     | 14    | 0     |
| F. C. Lorient Francia                        | Total club    | Total club    | 43    | 0     | 1                | 0                | 0                     | 0                     | 44    | 0     |
| Total carrera                                | Total carrera | Total carrera | 200   | 6     | 6                | 0                | 0                     | 0                     | 206   | 6     |